# John Rennie
Pour les articles homonymes, voir Rennie.
John Rennie, (né le 7 juin 1761 à Phantassie près de East Linton, East Lothian, Écosse - 4 octobre 1821) est un ingénieur britannique qui dessina de nombreux ponts, canaux et docks.

## Biographie
John Rennie travaille dans un premier temps avec Andrew Meikle, autre ingénieur écossais. Il crée ensuite sa propre entreprise, spécialisée dans la conception et la réalisation d'usines. De 1780 à 1783, il y travaille tout en étudiant à l'université d'Édimbourg, qu'il quittera sans avoir obtenu de diplôme.
En 1784, John Rennie devient ingénieur consultant dans l'entreprise de Matthew Boulton et de James Watt. Cependant, dès 1789, il commence à travailler de manière plus indépendante. 
Il réalise ainsi des travaux comme le canal de la Kennet à l’Avon, le canal de Lancaster ou les docks de Glasgow. Parmi ses ouvrages les plus célèbres, on trouve notamment Southwark Bridge, Vauxhall Bridge, Waterloo Bridge et London Bridge. 
Ses deux fils, George et John travaillent également avec lui. Le second devient d'ailleurs lui-même ingénieur. 

## Sources
- Ian Donnachie, George Hewitt, A companion to Scottish History, B.T. Batsford, Londres (1989)  (ISBN 0713457392) (en) p. 166-167.
- Jacques-Alphonse Mahul, Annuaire nécrologique, ou Supplément annuel et continuation de toutes les biographies ou dictionnaires historiques, 3e année, 1822, Paris : Ponthieu, 1823, p.319-322